# Eduard Hurwic

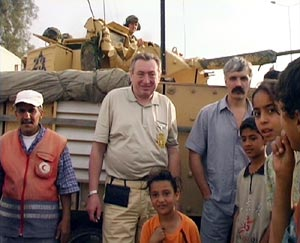
Eduard Hurwic (w środku) w Iraku

Eduard Josypowycz Hurwic, ukr. Едуард Йосипович Гурвіц (ur. 30 stycznia 1948 w Mohylowie Podolskim) – ukraiński samorządowiec, w latach 1994–1998 i 2005–2010 mer Odessy.

## Życiorys
W 1971 ukończył Instytut Inżynieryjno-Budowlany w Leningradzie. Po odsłużeniu wojska pracował na budowach w Mołdawii (1973–1976) oraz w Odessie (1977–1987). W 1987 założył spółdzielnię, którą prowadził do 1990. W maju 1990 wybrano go przewodniczącym rady rejonu październikowego Odessy. Rok później został przewodniczącym rejonowego komitetu wykonawczego.
W kwietniu 1994 objął mandat deputowanego do Rady Najwyższej z ramienia Ludowego Ruchu Ukrainy. Cztery lata później został wybrany do Rady Najwyższej III kadencji (1998–2002), a później również – z poparciem Naszej Ukrainy – do parlamentu IV kadencji (2002–2006).
Po raz pierwszy obowiązki prezydenta Odessy pełnił w latach 1994–1998. Podczas wyborów głowy miasta w 1998 zdobył największą liczbę głosów, jednak jego kandydatury nie zatwierdził prezydent Łeonid Kuczma, w związku z czym odbyły się ponowne wybory, do których Eduarda Hurwica nie dopuszczono. W 2005 powrócił na stanowisko mera tego miasta, rezygnując jednocześnie z mandatu posła. W wyborach w 2010 nie uzyskał reelekcji na urząd mera. Po ogłoszeniu wyników jego zwolennicy organizowali masowe demonstracje w Odessie, oskarżając władze w Kijowie o fałszerstwa wyborcze. W 2012 powrócił do parlamentu z ramienia partii UDAR, zasiadając w Radzie Najwyższej do końca kadencji w 2014.

## Odznaczenia
- Order „Za zasługi” III kl.[4]
- Order Świętego Księcia Daniela Moskiewskiego II kl.[5]